# Albaret-Sainte-Marie
Pour les articles homonymes, voir Albaret.
Albaret-Sainte-Marie est une commune française située dans le nord-ouest du département de la Lozère, en région Occitanie.
Exposée à un climat de montagne, elle est drainée par la Truyère, le ruisseau d'Arcomie et par divers autres petits cours d'eau. La commune possède un patrimoine naturel remarquable composé de deux zones naturelles d'intérêt écologique, faunistique et floristique.
Albaret-Sainte-Marie est une commune rurale qui compte 557 habitants en 2022, après avoir connu une forte hausse de la population depuis 1975. Elle fait partie de l'aire d'attraction de Saint-Chély-d'Apcher. Ses habitants sont appelés les Albaretais ou  Albaretaises.

## Géographie

### Localisation
La commune d'Albaret-Sainte-Marie se situe dans le nord de la Lozère, en Margeride, à la limite du Cantal, à 12 km de Saint-Chély-d'Apcher.

### Communes limitrophes
Les communes limitrophes sont Chaulhac, Blavignac, Saint-Chély-d'Apcher, Les Monts-Verts et Val d'Arcomie.
| Val d'Arcomie (Cantal) |                                  | Chaulhac                                    |
| Les Monts-Verts        | Albaret-Sainte-Marie             | Saint-Léger-du-Malzieu (par un quadripoint) |
|                        | Saint-Chély-d'Apcher (sur 200 m) | Blavignac                                   |

### Hydrographie
La commune est bordée au nord-est par la Truyère, et au sud-ouest par son affluent le ruisseau d'Arcomie.

### Climat
Pour des articles plus généraux, voir Climat de l'Occitanie et Climat de la Lozère.
En 2010, le climat de la commune est de type climat océanique altéré, selon une étude s'appuyant sur une série de données couvrant la période 1971-2000. En 2020, Météo-France publie une typologie des climats de la France métropolitaine dans laquelle la commune est exposée à un climat de montagne ou de marges de montagne et est dans la région climatique Sud-est du Massif Central, caractérisée par une pluviométrie annuelle de 1 000 à 1 500 mm, minimale en été, maximale en automne.
Pour la période 1971-2000, la température annuelle moyenne est de 7,5 °C, avec une amplitude thermique annuelle de 15 °C. Le cumul annuel moyen de précipitations est de 878 mm, avec 9,8 jours de précipitations en janvier et 6,6 jours en juillet. Pour la période 1991-2020, la température moyenne annuelle observée sur la station météorologique la plus proche, située sur la commune de Paulhac-en-Margeride à 13 km à vol d'oiseau, est de 7,9 °C et le cumul annuel moyen de précipitations est de 1 061,2 mm,. Pour l'avenir, les paramètres climatiques de la commune estimés pour 2050 selon différents scénarios d'émission de gaz à effet de serre sont consultables sur un site dédié publié par Météo-France en novembre 2022.

### Milieux naturels et biodiversité

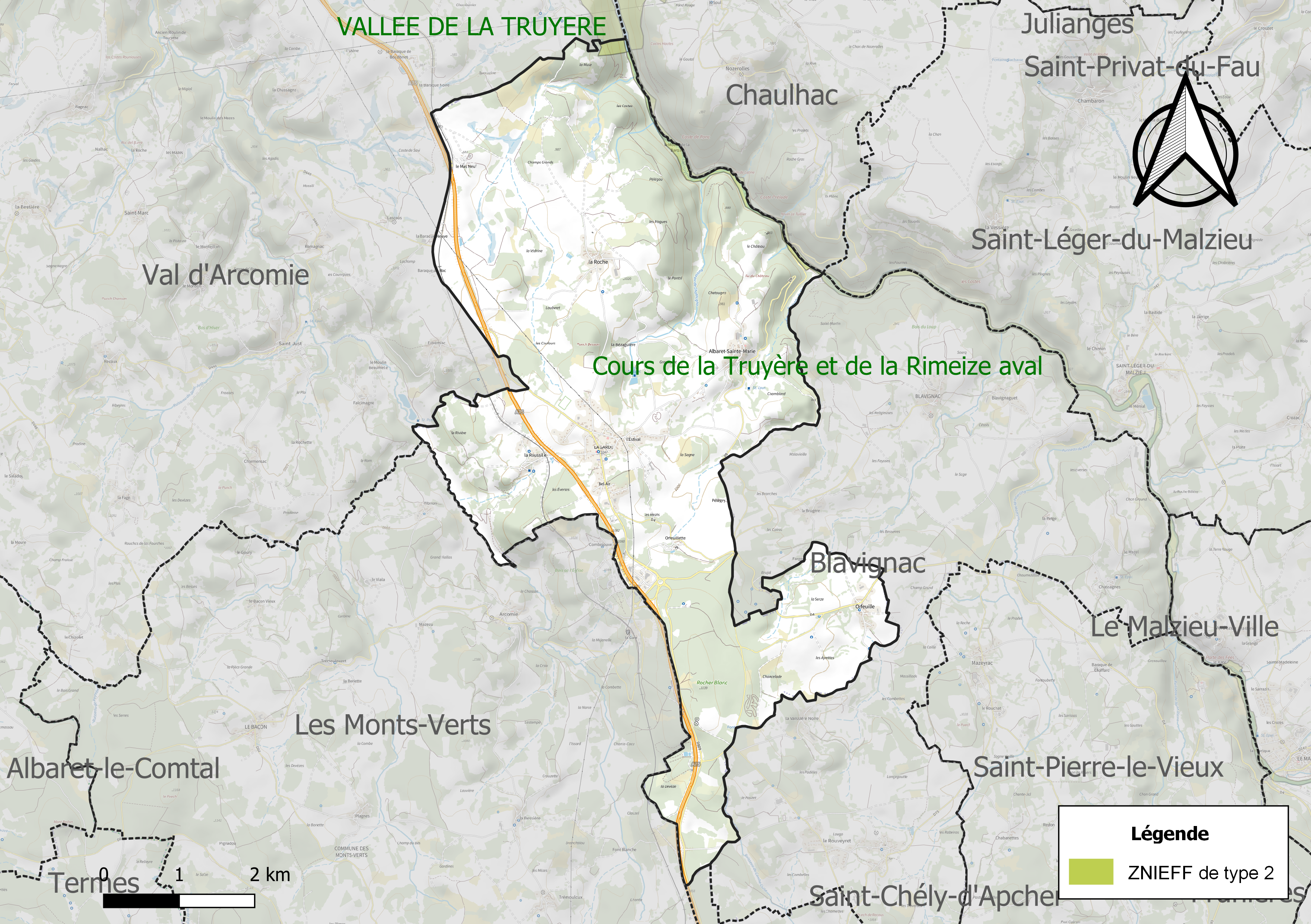
Carte des ZNIEFF de type 2 localisées sur la commune.

L’inventaire des zones naturelles d'intérêt écologique, faunistique et floristique (ZNIEFF) a pour objectif de réaliser une couverture des zones les plus intéressantes sur le plan écologique, essentiellement dans la perspective d’améliorer la connaissance du patrimoine naturel national et de fournir aux différents décideurs un outil d’aide à la prise en compte de l’environnement dans l’aménagement du territoire.
Deux ZNIEFF de type 2 sont recensées sur la commune :
- le « cours de la Truyère et de la Rimeize aval » (503 ha), couvrant 14 communes du département[9] ;
- la « vallée de la Truyère » (30 569 ha), couvrant 40 communes dont quatre dans l'Aveyron, 27 dans le Cantal et neuf dans la Lozère[10].

## Urbanisme

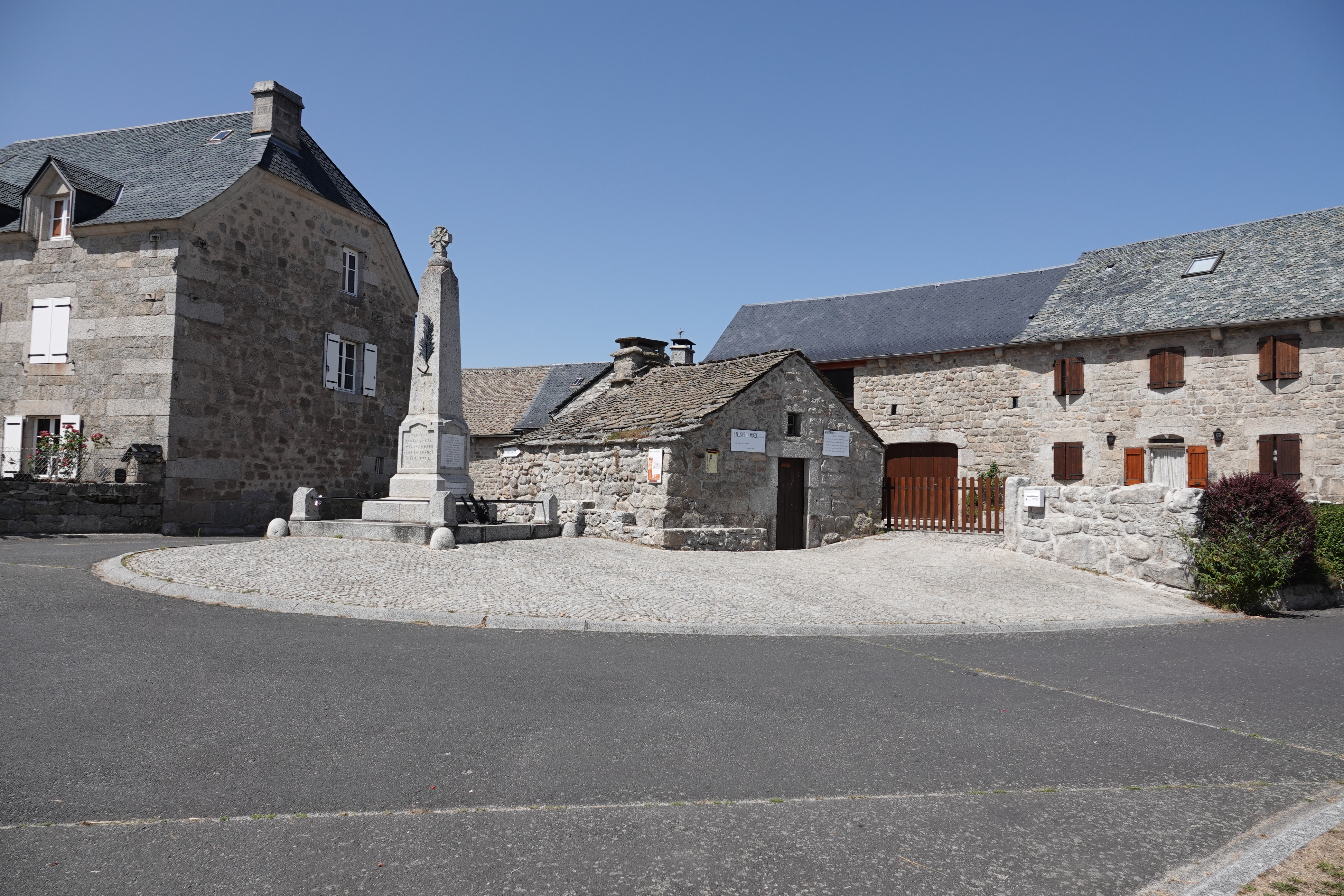
La place centrale.

### Typologie
Au 1er janvier 2024, Albaret-Sainte-Marie est catégorisée commune rurale à habitat dispersé, selon la nouvelle grille communale de densité à sept niveaux définie par l'Insee en 2022.
Elle est située hors unité urbaine. Par ailleurs la commune fait partie de l'aire d'attraction de Saint-Chély-d'Apcher, dont elle est une commune de la couronne,. Cette aire, qui regroupe 22 communes, est catégorisée dans les aires de moins de 50 000 habitants,.

### Occupation des sols
L'occupation des sols de la commune, telle qu'elle ressort de la base de données européenne d’occupation biophysique des sols Corine Land Cover (CLC), est marquée par l'importance des territoires agricoles (52,6 % en 2018), en augmentation par rapport à 1990 (50,9 %). La répartition détaillée en 2018 est la suivante : 
forêts (42,8 %), zones agricoles hétérogènes (39,2 %), prairies (13,4 %), zones urbanisées (3,2 %), zones industrielles ou commerciales et réseaux de communication (1,5 %). L'évolution de l’occupation des sols de la commune et de ses infrastructures peut être observée sur les différentes représentations cartographiques du territoire : la carte de Cassini (XVIIIe siècle), la carte d'état-major (1820-1866) et les cartes ou photos aériennes de l'IGN pour la période actuelle (1950 à aujourd'hui).

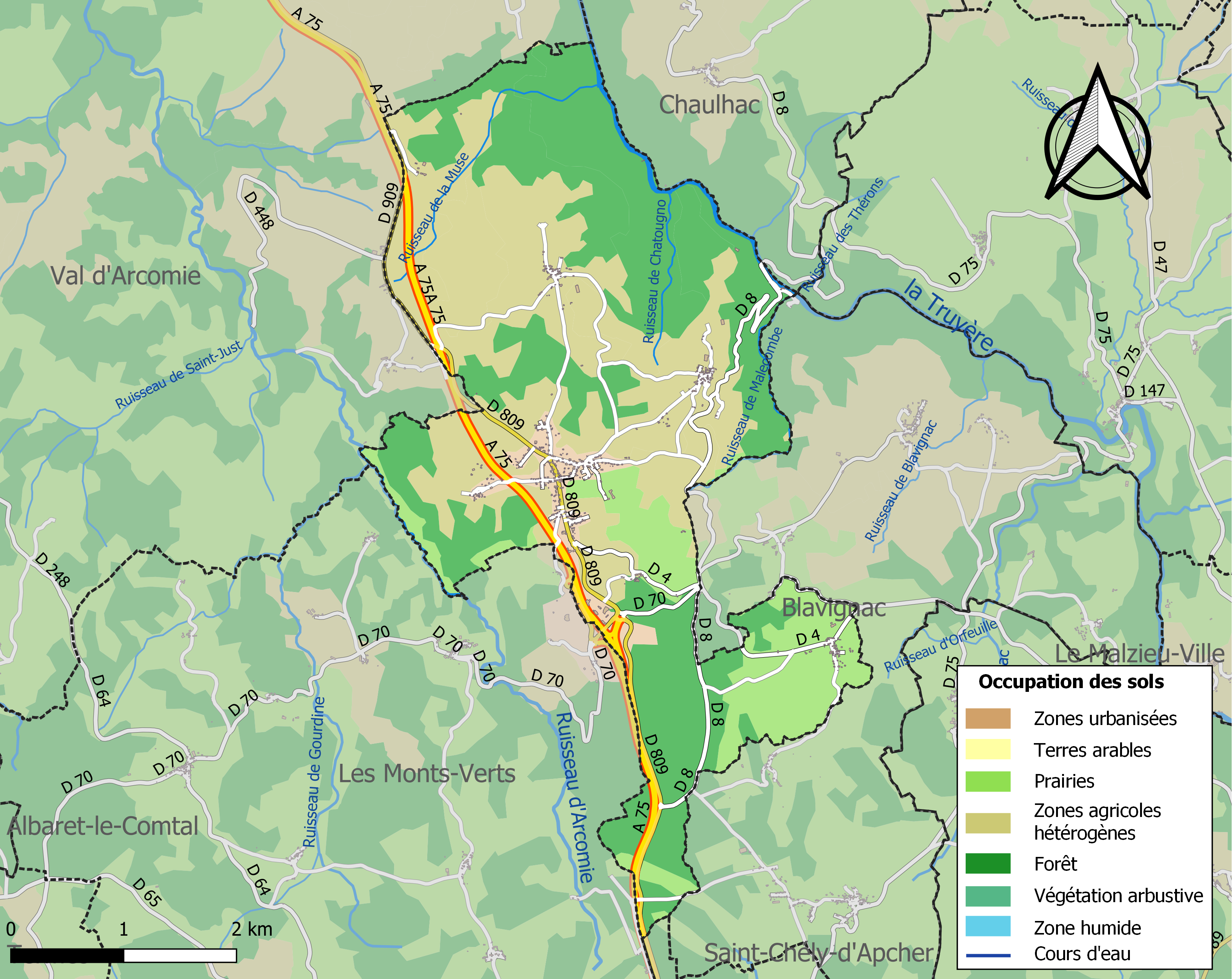
Carte des infrastructures et de l'occupation des sols de la commune en 2018 (CLC).

### Lieux-dits, hameaux et écarts
Le village de la Garde, situé sur l'ancienne route nationale 9 (RD 809) et à proximité de l'A75 est aujourd'hui le centre de la commune. La mairie et l'école s'y trouvent.
Hameaux et écarts :
- l'Estival ;
- la Garde ;
- le Mas Neuf ;
- Orfeuille ;
- Orfeuillette ;
- la Roche ;
- la Roussille ;
- le Moulin de La Garde ;
- le Moulin de La Barque.

### Risques majeurs
Le territoire de la commune d'Albaret-Sainte-Marie est vulnérable à différents aléas naturels : météorologiques (tempête, orage, neige, grand froid, canicule ou sécheresse), feux de forêts et séisme (sismicité faible). Il est également exposé à un risque technologique, le transport de matières dangereuses, et à un risque particulier : le risque de radon. Un site publié par le BRGM permet d'évaluer simplement et rapidement les risques d'un bien localisé soit par son adresse soit par le numéro de sa parcelle.

#### Risques naturels
Albaret-Sainte-Marie est exposée au risque de feu de forêt. Un plan départemental de protection des forêts contre les incendies (PDPFCI) a été approuvé en décembre 2014 pour la période 2014-2023. Les mesures individuelles de prévention contre les incendies sont précisées par divers arrêtés préfectoraux et s’appliquent dans les zones exposées aux incendies de forêt et à moins de 200 mètres de celles-ci. L’arrêté du 23 mars 2018, complété par un arrêté de 2020, réglemente l'emploi du feu en interdisant notamment d’apporter du feu, de fumer et de jeter des mégots de cigarette dans les espaces sensibles et sur les voies qui les traversent sous peine de sanctions. L'arrêté du 23 août 2021, abrogeant un arrêté de 2002, rend le débroussaillement obligatoire, incombant au propriétaire ou ayant droit,,.

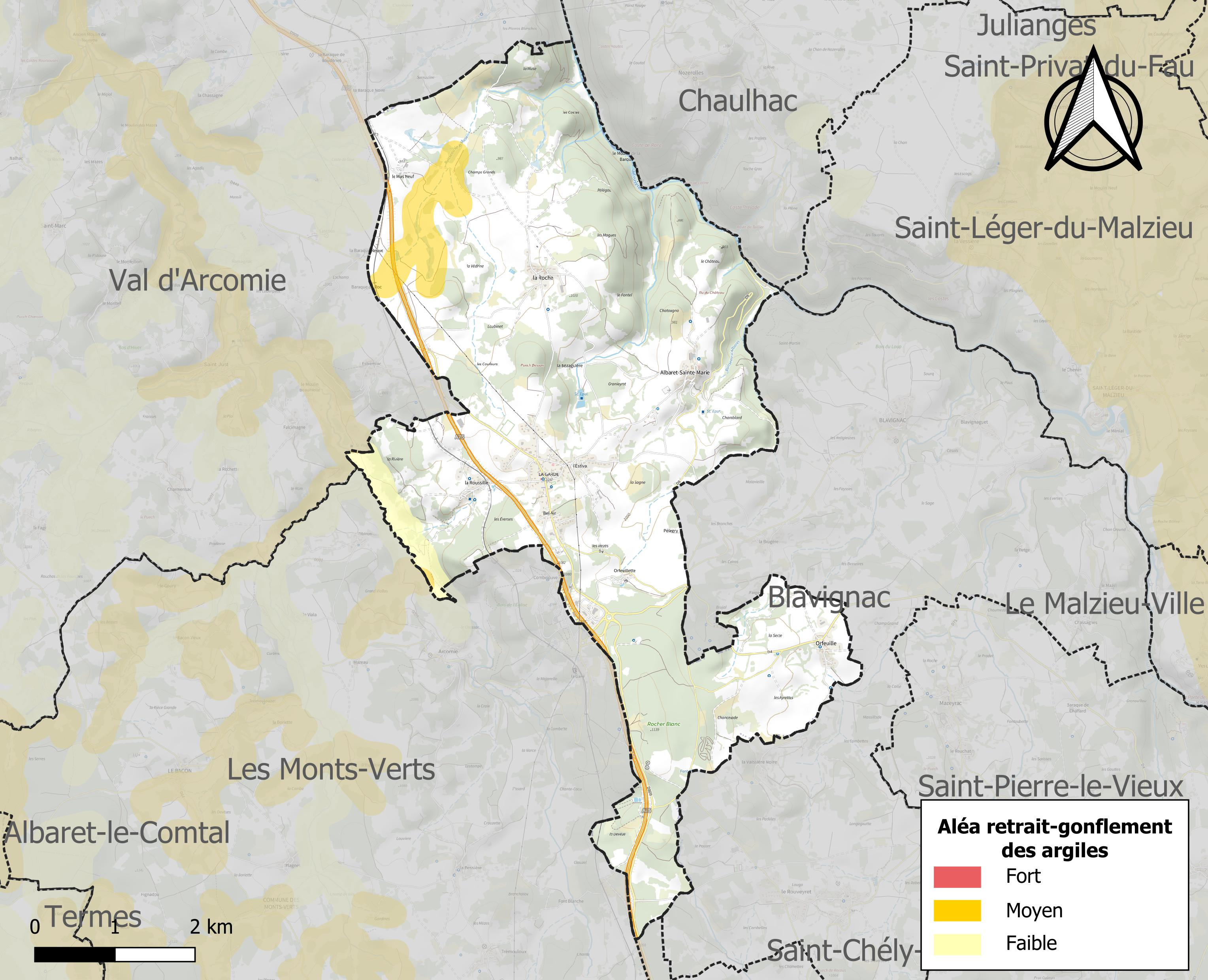
Carte des zones d'aléa retrait-gonflement des sols argileux d'Albaret-Sainte-Marie.

Le retrait-gonflement des sols argileux est susceptible d'engendrer des dommages importants aux bâtiments en cas d’alternance de périodes de sécheresse et de pluie. 3,9 % de la superficie communale est en aléa moyen ou fort (15,8 % au niveau départemental et 48,5 % au niveau national). Sur les 287 bâtiments dénombrés sur la commune en 2019, aucun n'est en aléa moyen ou fort, à comparer aux 14 % au niveau départemental et 54 % au niveau national. Une cartographie de l'exposition du territoire national au retrait gonflement des sols argileux est disponible sur le site du BRGM,.
Par ailleurs, afin de mieux appréhender le risque d’affaissement de terrain, l'inventaire national des cavités souterraines permet de localiser celles situées sur la commune.
La commune a été reconnue en état de catastrophe naturelle au titre des dommages causés par les inondations et coulées de boue survenues en 1982, 1994 et 2003.

#### Risques technologiques
Le risque de transport de matières dangereuses sur la commune est lié à sa traversée par des infrastructures routières ou ferroviaires importantes ou la présence d'une canalisation de transport d'hydrocarbures. Un accident se produisant sur de telles infrastructures est susceptible d’avoir des effets graves sur les biens, les personnes ou l'environnement, selon la nature du matériau transporté. Des dispositions d’urbanisme peuvent être préconisées en conséquence.

#### Risque particulier
Dans plusieurs parties du territoire national, le radon, accumulé dans certains logements ou autres locaux, peut constituer une source significative d’exposition de la population aux rayonnements ionisants. Certaines communes du département sont concernées par le risque radon à un niveau plus ou moins élevé. Selon la classification de 2018, la commune d'Albaret-Sainte-Marie est classée en zone 3, à savoir zone à potentiel radon significatif.

## Toponymie
Albaret : désigne un lieu où pousse le peuplier blanc ou le saule blanc (occitan albar).

## Histoire

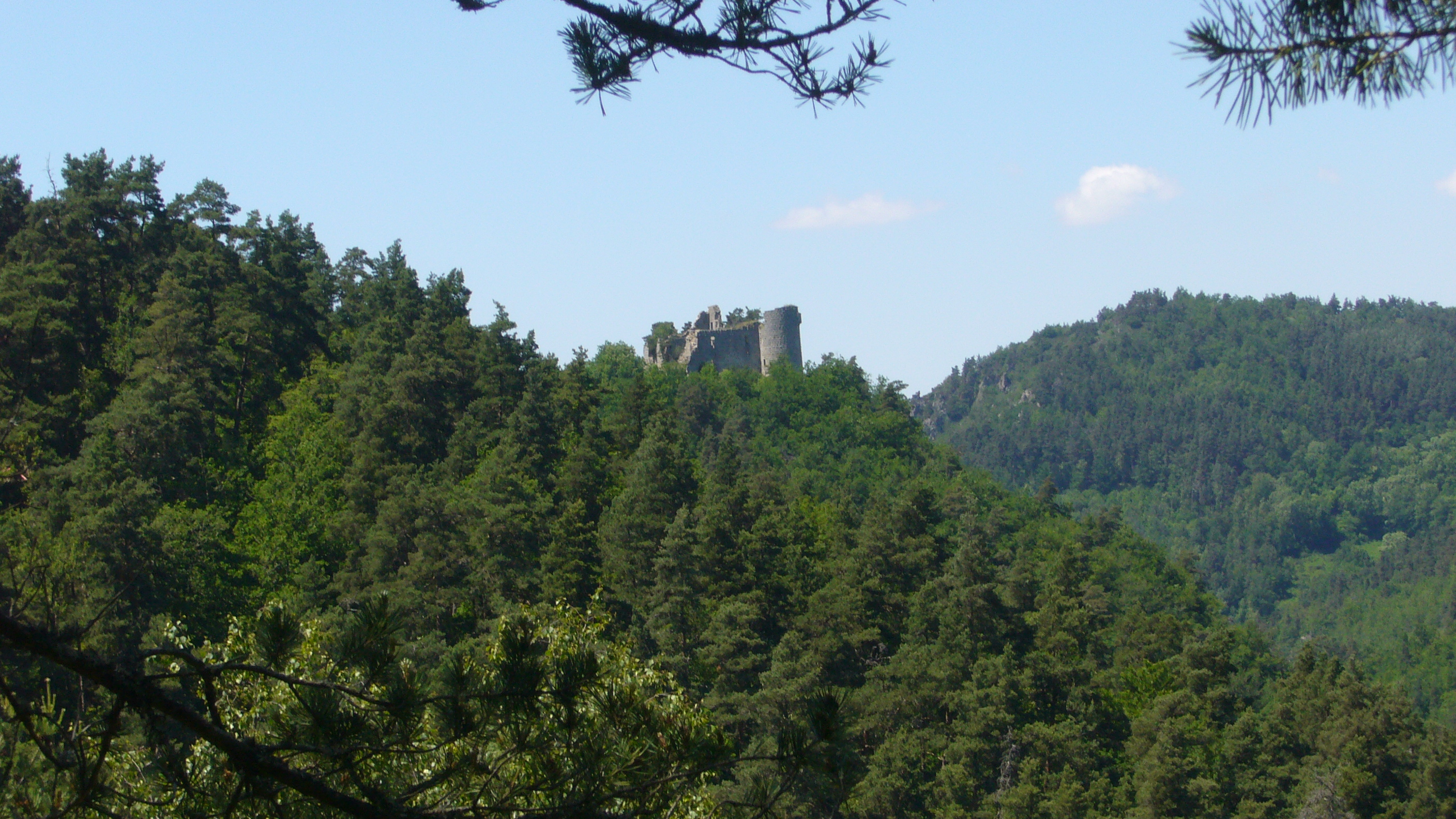
Le château de la Garde.

Marius Balmelle a écrit : "Une colonne milliaire se dressait autrefois près de La Garde, sur la route de Gahalum au pays des Arverni" (Bull. Soc. Loz., 1863, p. 104)."
La Garde faisait partie de la baronnie d'Apcher. Le château de la Garde, dont la construction remonte à la fin du XIVe siècle, avait pour but de protéger le château d'Apcher plus au sud. Aujourd'hui le château de la Garde est en ruine, pillé après la Seconde Guerre mondiale.

## Politique et administration

### Découpage territorial
La commune d'Albaret-Sainte-Marie est membre de la communauté de communes des Terres d'Apcher-Margeride-Aubrac, un établissement public de coopération intercommunale (EPCI) à fiscalité propre créé le 30 novembre 2016 dont le siège est à Saint-Chély-d'Apcher. Ce dernier est par ailleurs membre d'autres groupements intercommunaux.
Sur le plan administratif, elle est rattachée à l'arrondissement de Mende, à la circonscription administrative de l'État de la Lozère et à la région Occitanie.
Sur le plan électoral, elle dépend du canton de Saint-Chély-d'Apcher pour l'élection des conseillers départementaux, depuis le redécoupage cantonal de 2014 entré en vigueur en 2015, et de la circonscription de la Lozère  pour les élections législatives, depuis le dernier découpage électoral de 2010.

## Population et société

### Démographie

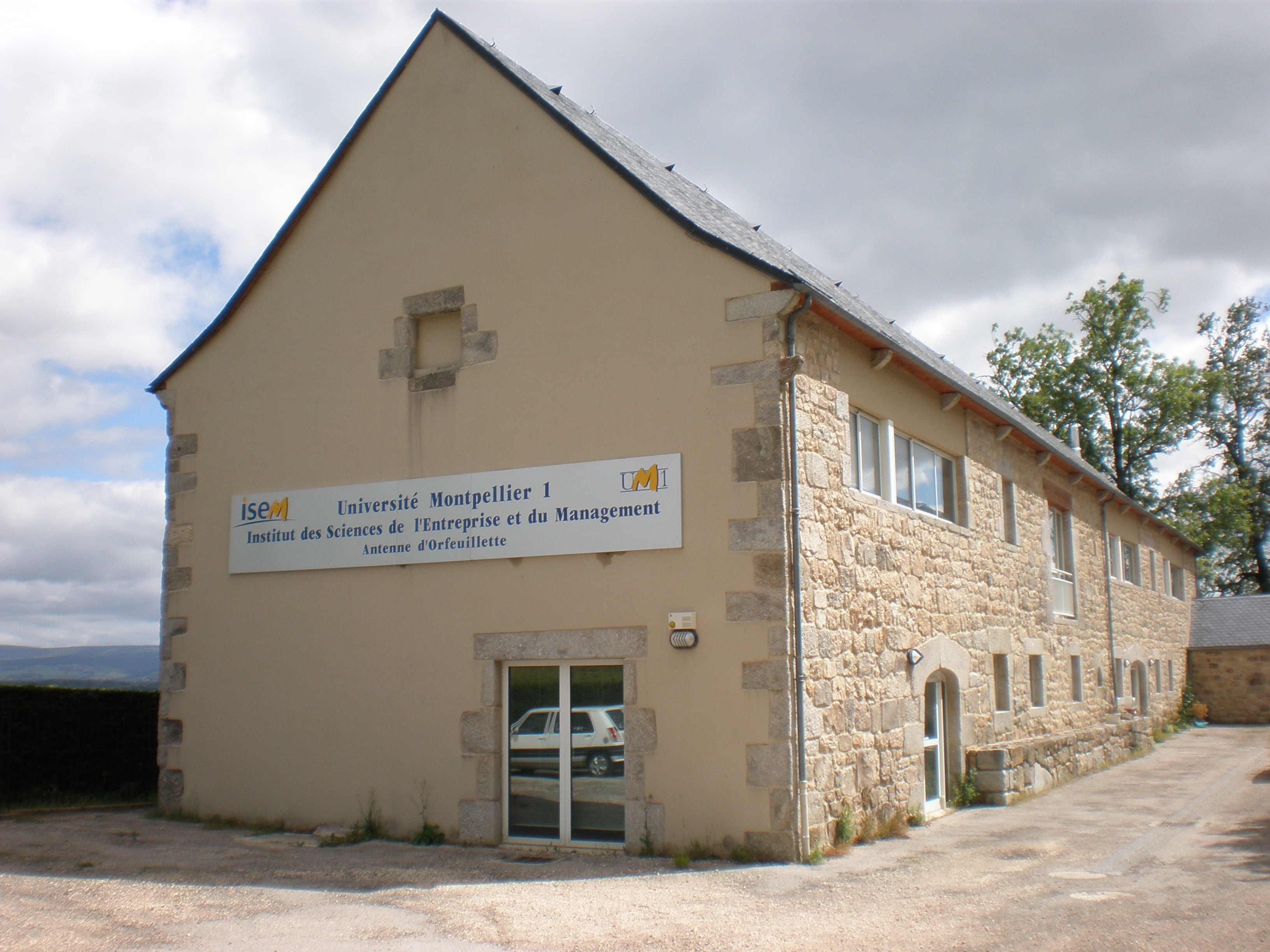
L'antenne d'Orfeuillette de l'ISEM.

L'évolution du nombre d'habitants est connue à travers les recensements de la population effectués dans la commune depuis 1793. Pour les communes de moins de 10 000 habitants, une enquête de recensement portant sur toute la population est réalisée tous les cinq ans, les populations de référence des années intermédiaires étant quant à elles estimées par interpolation ou extrapolation. Pour la commune, le premier recensement exhaustif entrant dans le cadre du nouveau dispositif a été réalisé en 2005.

En 2022, la commune comptait 557 habitants, en évolution de −2,45 % par rapport à 2016 (Lozère : +0,11 %, France hors Mayotte : +2,11 %).
| 1793 | 1800 | 1806 | 1821 | 1831 | 1836 | 1841 | 1846 | 1851 |
| ---- | ---- | ---- | ---- | ---- | ---- | ---- | ---- | ---- |
| 478  | 387  | 615  | 549  | 502  | 490  | 528  | 533  | 479  |

| 1856 | 1861 | 1866 | 1872 | 1876 | 1881 | 1886 | 1891 | 1896 |
| ---- | ---- | ---- | ---- | ---- | ---- | ---- | ---- | ---- |
| 473  | 406  | 440  | 434  | 490  | 541  | 540  | 502  | 503  |

| 1901 | 1906 | 1911 | 1921 | 1926 | 1931 | 1936 | 1946 | 1954 |
| ---- | ---- | ---- | ---- | ---- | ---- | ---- | ---- | ---- |
| 469  | 471  | 501  | 468  | 442  | 413  | 426  | 387  | 374  |

| 1962 | 1968 | 1975 | 1982 | 1990 | 1999 | 2005 | 2006 | 2010 |
| ---- | ---- | ---- | ---- | ---- | ---- | ---- | ---- | ---- |
| 363  | 320  | 309  | 333  | 338  | 452  | 520  | 522  | 564  |

| 2015 | 2020 | 2022 | - | - | - | - | - | - |
| ---- | ---- | ---- | - | - | - | - | - | - |
| 568  | 557  | 557  | - | - | - | - | - | - |

### Enseignement
La commune dispose d'une école primaire publique.
Albaret-Sainte-Marie possède une antenne universitaire de l'ISEM (université Montpellier 1) à proximité du château d'Orfeuillette près du hameau de la Garde. Elle propose des formations de management hôtellerie-tourisme (Master 1re et 2e année).

## Économie

### Revenus
En 2018, la commune compte 222 ménages fiscaux, regroupant 521 personnes. La médiane du revenu disponible par unité de consommation est de 21 300 € (20 420 € dans le département).

### Emploi
|                | 2008  | 2013  | 2018  |
| -------------- | ----- | ----- | ----- |
| Commune        | 4,8 % | 7 %   | 6,3 % |
| Département    | 5 %   | 6,4 % | 7,1 % |
| France entière | 8,3 % | 10 %  | 10 %  |

En 2018, la population âgée de 15 à 64 ans s'élève à 341 personnes, parmi lesquelles on compte 85,4 % d'actifs (79,2 % ayant un emploi et 6,3 % de chômeurs) et 14,6 % d'inactifs,. Depuis 2008, le taux de chômage communal (au sens du recensement) des 15-64 ans est inférieur à celui de la France et du département.
La commune fait partie de la couronne de l'aire d'attraction de Saint-Chély-d'Apcher, du fait qu'au moins 15 % des actifs travaillent dans le pôle,. Elle compte 143 emplois en 2018, contre 162 en 2013 et 149 en 2008. Le nombre d'actifs ayant un emploi résidant dans la commune est de 271, soit un indicateur de concentration d'emploi de 53 % et un taux d'activité parmi les 15 ans ou plus de 60,9 %.
Sur ces 271 actifs de 15 ans ou plus ayant un emploi, 65 travaillent dans la commune, soit 24 % des habitants. Pour se rendre au travail, 90,3 % des habitants utilisent un véhicule personnel ou de fonction à quatre roues, 5,6 % s'y rendent en deux-roues, à vélo ou à pied et 4,1 % n'ont pas besoin de transport (travail au domicile).

## Culture locale et patrimoine

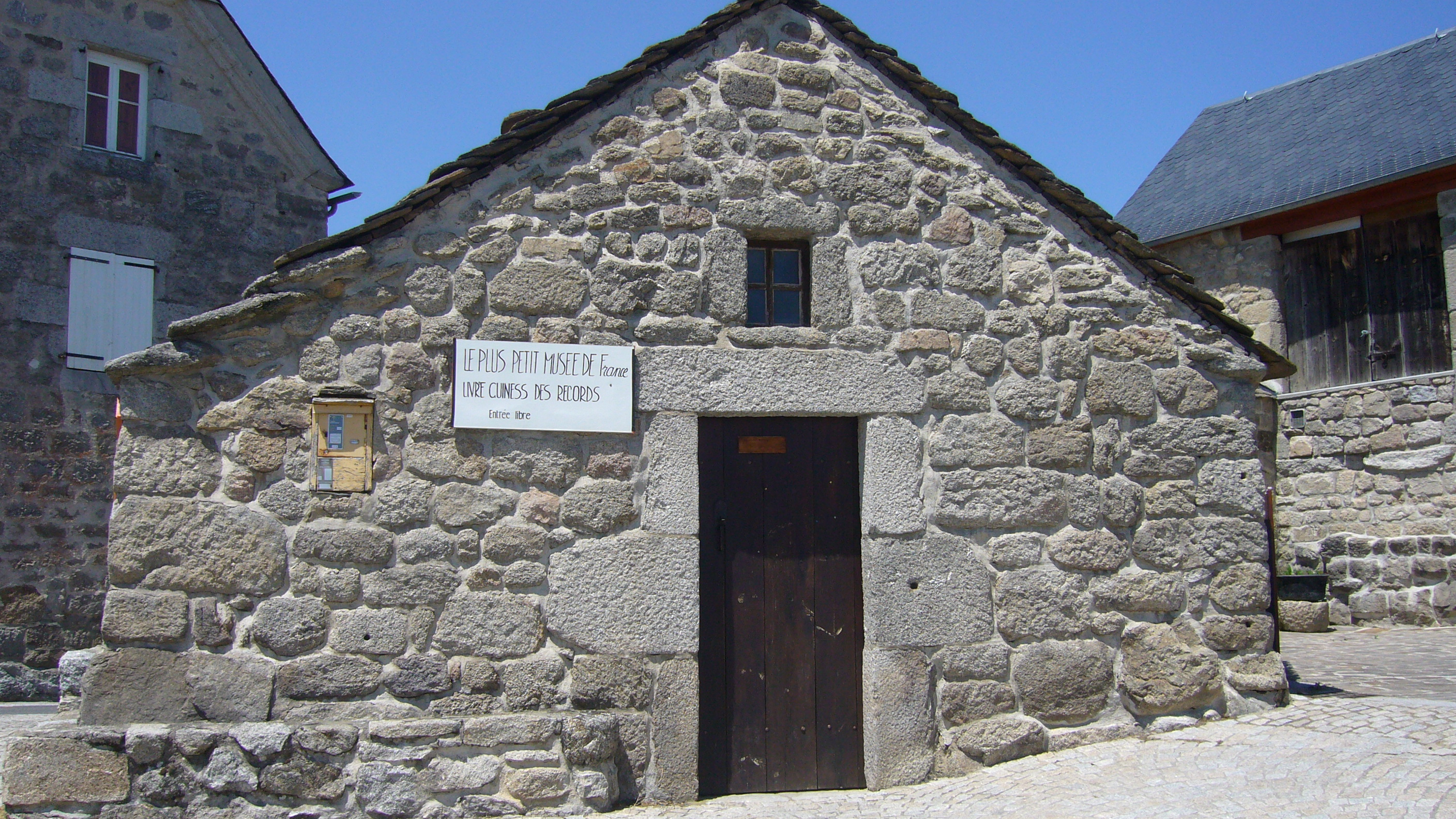
Le musée.

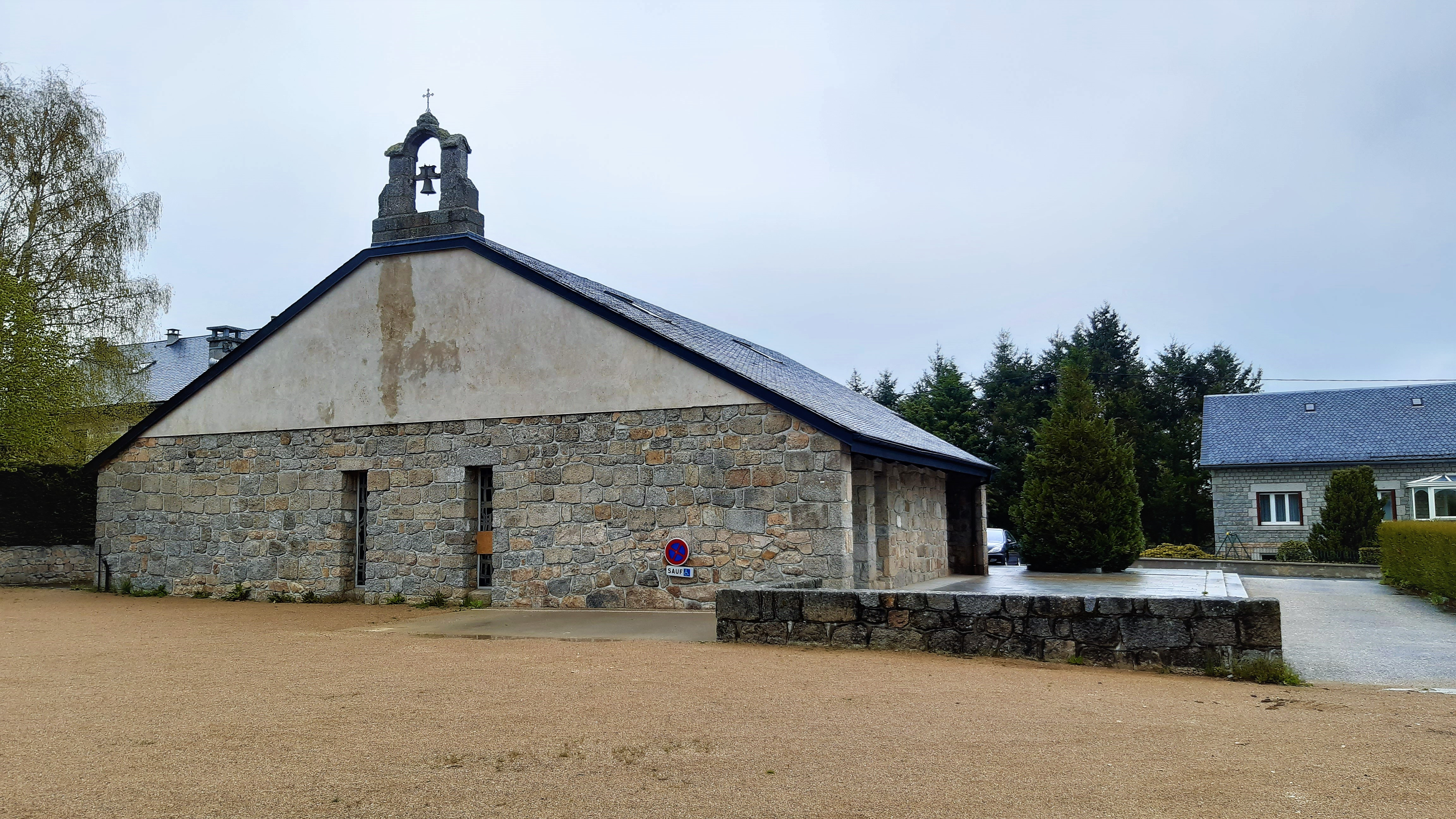
Notre Dame de l'Assomption - Bourg de La Garde.

### Lieux et monuments
- Le château d'Orfeuillette, demeure du XIXe siècle construite par le député sénateur lozérien Théophile Roussel, aujourd'hui hôtel-restaurant.
- Église Saint-Mary d'Albaret-Sainte-Marie, de style roman et datant du XIVe siècle, située dans le bourg.
- Église Notre-Dame-de-l'Assomption de la Garde, de construction récente, dans le bourg de La Garde, où ont lieu les offices religieux.
- À quelques mètres de l'église Saint-Mary, musée installé dans l'ancien four à pain parfaitement conservé, créé par M. Tuffery et régulièrement mis à jour par les habitants. Il retrace la vie du village.
- Les ruines du château de la Garde.
- Aire de service de la Lozère à proximité de l'arboretum et du géoscope.

### Personnalités liées à la commune
- Théophile Roussel (1816-1903), sénateur de la Lozère, fit construire le château d'Orfeuillette où il résidait.